# Chaiyasan Homboon
Chaiyasan Homboon (thailändisch ไชยสาร หอมบุญ; * 10. November 1992), auch als Prem bekannt, ist ein thailändischer Fußballspieler.

## Karriere
Chaiyasan Homboon erlernte das Fußballspielen in der Universitätsmannschaft der Kasem-Bundit-Universität. Von 2012 bis Juni 2024 stand er beim Drittligisten Kasem Bundit University FC unter Vertrag. Am 9. Juli 2024 unterschrieb er einen Vertrag beim Zweitligisten Samut Prakan City FC. Sein Zweitligadebüt gab Homboon am 10. August 2024 (1. Spieltag) im Auswärtsspiel gegen den Mahasarakham SBT FC. Bei der 2:0-Niederlage stand er in der Startelf und spielte die kompletten 90 Minuten. Nach 14 Zweitligaspielen wechselte er im Dezember 2024 wechselte er zum Drittligisten Roi Et PB United FC. Mit dem Verein aus Roi Et spielt er in der North/Eastern Region der Liga. 